# Premio Alex Wedding
El premio Alex Wedding (en alemán: Alex-Wedding-Preis) es un premio literario alemán otorgado a autores de literatura para niños y jóvenes. Se llama así en honor a la escritora de literatura infantil Grete Weiskopf-Bernheim (1905-1966), quien escribió con el nombre de pluma Alex Wedding.
Entre 1968 y 1990, fue concedido por la Academia de Arte de la República Democrática Alemana, y desde entonces por su sucesora, la Academia de Arte de Berlín. Un jurado independiente formado por tres personas escoge al ganador del premio, valorado en 5000 euros, que es otorgado en el natalicio de Wedding, el 11 de mayo.

## Ganadores
- 1968: Willi Meinck
- 1969: Karl Neumann
- 1970: Kurt David
- 1971: Joachim Nowotny
- 1972: Götz R. Richter
- 1973: Herbert Friedrich
- 1974: Edith Bergner
- 1975: Horst Beseler
- 1976: Fred Rodrian
- 1977: Peter Brock
- 1978: Gotthold Gloger
- 1979: Hans Weber
- 1980: Hildegard y Siegfried Schumacher
- 1981: Klaus Beuchler
- 1982: Hannes Hüttner
- 1983: Peter Abraham
- 1984: Lilo Hardel
- 1985: Werner Lindemann
- 1986: Gunter Preuß
- 1987: Wolf Spillner
- 1988: Werner Heiduczek
- 1989: Maria Seidemann
- 1990: Walther Petri
- 1991: Anne Geelhaar y Christa Kozik
- 1992: Peter Hacks
- 1998: Klaus Kordon
- 2000: Benno Pludra
- 2003: F. K. Waechter
- 2008: Karla Schneider